# Todd Rundgren
Todd Rundgren (Philadelphia, Pennsylvania, 1948. június 22. –) amerikai énekes, zenész, producer. Az Utopia és a Nazz nevű együttesek alapító tagja. (Mára mindkét együttes feloszlott.) Rundgren kísérletező zenei stílusáról, látványos színpadi show-jairól és az interaktív szórakoztatással való kísérletezéséről ismert. Ő találta ki az internetes zene terjesztést.
Karrierje az 1960-as években kezdődött, a Nazz együttessel, amit ő alapított, 1967-ben. Két évvel kiszállt az együttesből és szóló karrierbe kezdett. Első slágere a We Gotta Get You a Woman volt. Legismertebb dalai a Hello It's Me, az I Saw the Light és a Bang the Drum All Day, amely több sportcsarnokban, reklámban és filmelőzetesben hallható. A Couldn't I Just Tell You című dala, habár kevéssé ismert, a power pop műfaj több képviselőjére is hatással volt.
Rundgren úttörőnek számít az elektronikus zene és a progresszív rock műfajaiban, illetve a videoklipek, a számítógépes szoftver és az internetes zene terjesztés területein is. Ő készítette az első interaktív albumot is. Továbbá az első olyan művészek közé tartozott, akik jelentősek voltak mind művészként, mint producerként. Something/Anything? és A Wizard, A True Star című albumai bekerültek az 1001 lemez, amelyet hallanod kell, mielőtt meghalsz című könyvbe.

## Élete
Todd Harry Rundgren
néven született Philadelphiában.  Ruth (1922. április 29.–2016. április 6.) és Harry W. Rundgren (1917–1996) fiaként. Apja svéd származású volt, míg anyja osztrák/német származású volt. Upper Darby városában nőtt fel, és magát tanította gitározni, kis segítséggel. Gyerekként Rundgrent nagyon érdekelte szülei lemezgyűjteménye, amely szimfonikus szerzeményeket és operetteket tartalmazott. Később a Beatles, a Rolling Stones, a The Ventures és a The Yardbirds zenéje kezdte érdekelni, illetve a Gamble & Huff, a The Delfonics és a The O'Jays nevű Philadelphia soul zenekarok. 17 éves korában alapította meg első együttesét, Money néven, amelyet ő, akkori legjobb barátja és szobatársa, Randy Reed és Reed fiatalabb testvére alkottak.
Miután 1966-ban leérettségizett, Philadelphiába költözött, és egy "Woody's Truck Stop" nevű blues rock együtteshez csatlakozott. Rundgren nyolc hónapig volt az együttes tagja, közben ők lettek a legnépszerűbbek Philadelphiában. Ő és Carson van Osten basszusgitáros kiléptek a zenekarból még az első lemez megjelenése előtt, hogy 1967-ben megállapítsák a Nazz nevű rockegyüttest. Ekkorra Rundgren már elvesztette az érdeklődését a blues iránt, és Beatles/Who stílusú zenét szeretett volna játszani. 1968-ban rögzítettek négy demót, majd az Atlantic Records leányvállalata, a Screen Gems Columbia leszerződtette őket. Pályafutásuk alatt három lemezt adtak ki. Az együttes azonban nem tudott lépést tartani Rundgren váltakozó stílusával. Második lemezük dupla lemez lett volna, de végül csak egy lemez maradt. 1969-ben kiszállt az együttesből, mert társai nem bírták már a viselkedését. A harmadik lemezük készítésében már nem vett részt.
Miután kiszállt a Nazz-ből, a 21 éves Rundgren először úgy tervezte, hogy programozónak készül, de végül producer lett. Michael Friedman, aki korábban a Nazz menedzserének az asszisztense volt, munkát ajánlott Rundgrennek, mint mérnök és producer Albert Grossman irányítása alatt. Grossman akkor alapított egy lemezkiadót, Apmex Records néven, illetve egy stúdiót is épített, Bearsville néven, amely végül lemezkiadó lett. Grossman megígérte Rundgrennek, hogy "ő lesz a legmagasabb fizetéssel rendelkező producer", amely később igaz lett.
Szóló karrierje az 1970-es Runt című albummal kezdődött, amely óta még 24 nagylemezt adott ki.

## Diszkográfia
Szóló albumok
- Runt (1970)
- Runt. The Ballad of Todd Rundgren (1971)
- Something/Anything? (1972)
- A Wizard, a True Star (1973)
- Todd (1974)
- Initiation (1975)
- Faithful (1976)
- Hermit of Mink Hollow (1978)
- Healing (1981)
- The Ever Popular Tortured Artist Effect (1982)
- A Cappella (1985)
- Nearly Human (1989)
- 2nd Wind (1991)
- No World Order (1993)
- The Individualist (1995)
- With a Twist... (1997) (remake album)
- One Long Year (2000)
- Liars (2004)
- Arena (2008)
- Todd Rundgren's Johnson (2011)
- (re)Production (2011) (feldolgozásokat tartalmazó album)
- State (2013)
- Global (2015)
- White Knight (2017)
- Space Force (2021)